# Кінні пікінери

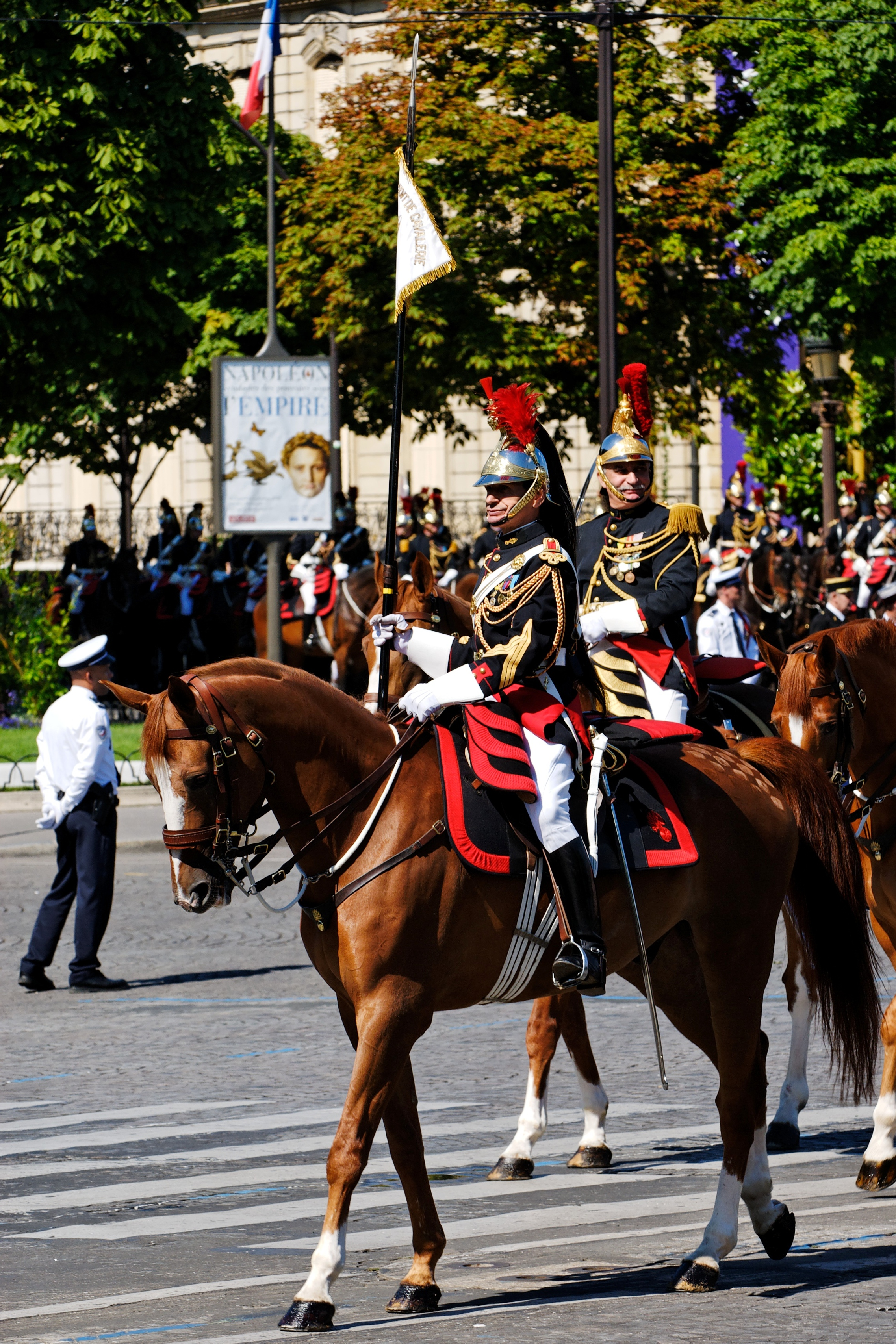
Лансьєр Французької Республіканської Гвардії

Кінні пікіне́ри або лансьє́ри (пол. lansjerzy від фр. lanciers, в свою чергу від лат. lancea — спис, ланцея) — в давніх арміях легка кавалерія озброєна піками.
У XVII ст. в європейській кавалерії, за винятком польської та іспанської, припинили використовувати піки. Проте у XVIII ст. ця зброя знову здобула популярність. В XIX ст. кавалеристів озброєних піками зазвичай називали уланами, тільки у Франції та Англії залишилася назва лансьєрів.
В наполеонівській армії піки стали популярними завдяки кавалерійському полку, який від 1807 р. називався полком лансьєрів Польсько-Італійського легіону, що був сформований в Нисі і відзначився у битві під Ваграмом.